# Агостино Карачи
Агостино Карачи (на италиански: Agostino Carracci; 16 август 1557 Болоня –  23 февруари 1602, Парма) е италиански художник и гравьор.
По-голям брат на Анибале Карачи и братовчед на Лудовико Карачи, той също е известен и талантлив художник. Въпреки произхода си Карачи е човек със забележителна култура и изобретателност.

## Биография
Започва своето обучение при художници от късно-маниеристичната среда на Болоня. Първо посещава ателието на златар, за да научи изкуството на гравирането, след това ателието на Просперо Фонтана, после това на Бартоломео Пасароти и накрая ателието на архитекта и резбар Доменико Тибалди.
През 70-те години на XVI век той посещава ателието на Корнелис Корт и започва своята дейност като гравьор, като копира картините на болонските майстори от онова време като Лоренцо Сабатини, Орацио Самакини и Денийс Калваерт.
С цел изучаване на изобразителното изкуство и усъвършенстване, Агостино Карачи предприема пътувания във Венеция през 1582 г., в Парма между [1586]] и 1587 г. и отново във Венеция между 1587 и 1589 година.
Във Венеция той се занимава с гравюра, което му носи признанието на Паоло Веронезе, на когото в известен смисъл става официален гравьор и на Тинторето, който дава висока оценка на графичните му способности. Високата оценка, дадена му от Тинторето, се дължи на забележителната гравюра изработена от Карачи по картината „Разпятието“, шедьовър на Тинторето.
През осемдесетте години на XVI век той прави различни гравюри на картините на Кореджо, сред които са и известните „Мадона ди Сан Джироламо“ и „Прощаването на Христос с майка му“.
Сред големите художници, за които Каракчи рисува гравюри, е и Федерико Барочи с картината „Бягството на Еней от Троя“.
Други важни изработки на Агостино Карачи в областта на графиката са илюстрацията на книгата на Антонио Кампи „Кремона Феделисима“ (история на град Кремона, публикувана през 1585 г.) и сътрудничеството в първото илюстровано издание на „Освободеният Йерусалим“ от Торкуато Тасо, публикувано в Генуа през 1590 г. От двадесетте гравюри, придружаващи този том, десет са от ръката на Агостино.
Агостино Карачи е може би най-добрият италиански гравьор за своето време, разработвайки графична техника, която се превръща в основен ориентир за това изкуство.
През 1582 г. заедно с Анибале Карачи и Лудовико Карачи той създава в Болоня една от първите в Италия Академии за изящни изкуства.
Благодарение на практиката си като гравьор Анибале изучава техниката на венецианския и пармския стил, с което влияе значително върху бъдещото художествено развитие, както на братовчед си Лудовико, така и на брат си Анибале. Това влияние личи по стенописите на Палацо Фава в Болоня, изобразяващи „Истории за Язон и Медеа“, изпълнени през 1584 г. Това е първото колективно начинание на братовчедите на Карачи, и се приема, че творческият принос за това произведение идва от Агостино.
Олтарната картина „Мадоната с Младенаца и светии“, поръчана от Маргерита Фарнезе за църквата на Бенедиктинския манастир „Сан Паоло“ в Парма, датира от 1586 г. и е едно от първите му индивидуални произведения.
Фундаментален етап от реформата на Карачи в живописта са стенописите на Палацо Маняни в Болоня, изобразяващи „История на основаването на Рим“, колективно рисувани 1590 и 1592 г. от Агостино, Анибале и Лудовико. Приблизително по същото време той започва своя шедьовър „Причастието на Свети Йероним“, сега запазен в Националната художествена галерия на Болоня.
Той е и умел портретист, за което свидетелства предполагаемият „Портрет на Олимпия Луна“ – творба с огромно значение.
През 1598 г. Агостино се премества при брат си Анибале в Рим, за да му помогне в изографисването на Галерия „Фарнезе“. Той рисува две картини върху свода на галерията – „Морски триумф“ и „Аврора и кефал“, които изиграват важна роля в изисканата и сложена иконография на това произведение на изкуството.
По поръчка на сем. Фарнезе между 1598 и 1600 г. създава картината „Портрет на Ариго косматия, Петър лудия и джуджето Амон“, представляваща особен пример в жанрова живопис, сега изложена в Национален музей и галерия на Каподимонте, Неапол.
През 1600 г. е повикан в Парма от Ранучо I Фарнезе, където започа ва изографисването на свода, представляващ митологични стенописи с алегорично значение в Залата на любовтв Палацо дел Джардино. Поради влошеното си здравословно състояние творецът оставя недовършена поръчката и се оттегля в Манастира на капуцините в Парма.
Умира на 23 февруари 1602 г. на 44-годишна възраст и е погребан в катедралата в Парма. През януари 1603 г. в Болоня артистичните, литературни и академични среди му организират, рядко по това време за художник, тържествено погребение, каквото не се е виждало в Италия от погребението на Микеланджело.
Агостино Карачи е първият учител на забележително талантливи художници като Доменикино и Джовани Ланфранко, които след смъртта му се преместват в Рим, за да работят в ателието на Анибале Карачи.

## Картини
- Благовещение
Лувър
Париж
- Оплакването на Христос
Ермитаж
Санкт Петербург
- Мадоната с Младенеца и светии
Национална галерия
Парма
- Причастието на Свети Йероним 
Национална картинна галерия
Болоня
- Портрет на Ариго косматия, Петър лудия и джуджето Амон
Национален музей и галерия на Каподимонте
Неапол.
- Демокрит
Национален музей и галерия на Каподимонте
Неапол.

## Стенописи на Агостино Карачи
- Аврора и Кефал
Палацо Фарнезе
Рим
- Морски триумф
Палацо Фарнезе
Рим
- Венера и Марс
Палацо дел Джардино
Парма
- Тети и ПелейПалацо дел Джардино
Парма
- Медея
Палацо Фава
Болоня
- Херкулес и Атлас
Палацо Сампиери
Болоня